# أحرار الشام
حركة أحرار الشام الإسلامية وهي إحدى الفصائل المسلحة التي نشأت إبان الأحداث السورية وذلك باتحاد أربع فصائل إسلامية سورية وهي كتائب أحرار الشام وحركة الفجر الإسلامية وجماعة الطليعة الإسلامية وكتائب الإيمان المقاتلة.
تزعم حركة أحرار الشام في بياناتها أنها تنظيم مستقل لا يتبع لأي تنظيم آخر من التنظيمات العاملة داخل سوريا وخارجها كتنظيم القاعدة والجيش السوري الحر.
انضوت حركة أحرار الشام الإسلامية مع فصائل إسلامية أخرى في الجبهة الإسلامية السورية كما نص على ذلك البيان التأسيسي للحركة ثم أصبحت منضوية ضمن الجبهة الإسلامية بعد اتحاد الجبهة الإسلامية السورية وجبهة تحرير سوريا الإسلامية.
تنتشر مجموعات حركة أحرار الشام الإسلامية على بعض التراب السوري، وقاتلت كتائبها جنباً إلى جنب مع الجيش الحر والفصائل الأخرى ضد الجيش السوري وحلفاءه، لكن قوتها الضاربة تتمركز في محافظات إدلب وحلب وحماة حيث برزت قوتها في مواجهة الجيش النظامي في عدة مواقع كتفتناز وجبل الزاوية ومدينة حلب وسراقب وأريحا والرقة، وتشتمل على عدد كبير من الألوية والكتائب ومن أنشطها لواء الإيمان في حماة ولواء بدر شمال إدلب، ومن الكتائب كتيبة عباد الرحمن في أريحا وكتيبة سارية الجبل في جبل الزاوية وكتيبة صلاح الدين في حماة وكتيبة التوحيد والإيمان في معرة النعمان وتجمع كتائب جند الشام في مدينة أرمناز.
خاضت حركة أحرار الشام معركة ضخمة في يناير/كانون الثاني 2013استهدفت من خلالها مطار تفتناز العسكري للمروحيات ، حيث تمكنت كتائب الحركة وبمشاركة من جبهة النصرة ولواء صقور الشام من تدمير مطار تفتناز العسكري بشكل كامل والسيطرة على ما يحويه من طائرات ومعدات وذخائر، كما شاركت بفعالية مع الجيش الحر ولواء صقور الشام في معارك وادي الضيف في بلدة معرة النعمان بريف إدلب.

## النشأة والامتداد الجغرافي
في حديثه مع مراسل قناة الجزيرة الفضائية، تيسير علوني،  يقول مؤسّسُ حركة أحرار الشام الإسلامية، حسان عبود، الملقب بأبي عبد الله الحموي إن «كتائبَ أحرار الشام»، وهو الاسم الذي اتخذته الحركة عند انطلاقتها، سبقت في نشأتها الجيش الحر، حيث تمَّ تشكيلها في شهر أيار عام 2011، ولكنها استمرّت بإعداد خلاياها سراً حتى لحظة الإعلان عن تشكيل الكتائب في نهاية عام 2011.
قامت بتأسيس الحركة نواةٌ من النخب السلفية  التي كانت تنشط في المجال الدعوي ونشر الفكر السلفي قبل الثورة والتي زاد تشبيكها مع بعضها في محطّاتٍ عديدةٍ كسجن صيدنايا، وقد عرفت الحركة، عند انطلاقها، بعلاقاتها المميزة مع لواء صقور الشام الذي يقوده عيسى الشيخ، زميل حسان عبود في سجن صيدنايا  ، كما امتازت الحركة باحتوائها على عددٍ كبيرٍ من النخب المؤهلة دينياً في كليّات الشريعة الحكومية وترؤسهم للمراكز الهامّة في الحركة على الصعيدين الشرعي والعسكري.
عُرفت الحركة بمرونتها في انتقاء عناصرها من أهالي المناطق الثائرة ف "عناصر «كتائب أحرار الشام» متفاوتو الالتزام وقليلو الانسجام في مظهرٍ واحدٍ على ما يفترض انتماءهم إلى جماعةٍ «سلفيّةٍ جهادية». إنهم من سوريي الداخل الذين لم تتح لهم خبراتهم المحدودة في العمل «الإسلامي» احتكاكاً بخبرات «السلفية الجهادية» العالمية.
تركز نشاط الحركة في الشمال الغربي، حيث نشأت في قرى ومدن ريف إدلب كسراقب ومعرة النعمان وأريحا وجبل الزاوية وتفتناز وجرجناز وجسر الشغور وبنش وسرمدة وغيرها، وسرعان ما توسّعت باتجاه ريف حلب وريف حماة ودير الزور وريف حمص وريف اللاذقية والرقة ودرعا ودمشق وريفها. ويقول أبو عبد الله الحموي إن للحركة امتداداً في المحافظات السورية كلها عدا السويداء وطرطوس
عملت الحركةُ على التوسّع تدريجياً بحيث تحافظ نواتها المؤسِّسة على خيوط صناعة قرار الحركة، فقد ساهمت في بعض الائتلافات العسكرية الكبرى كجبهة ثوار سوريا إلا أنها لم تسعَ إلى الاندماج مع تشكيلاتٍ عسكريّةٍ بارزةٍ، وآثرت العمل على استقطاب التشكيلات الصغيرة والمتوسطة. نشأت كتائبُ أحرار الشام من اجتماع ما يقارب الثلاثين كتيبة وازداد عددها ليقارب التسعين كتيبةً إثر انضمام عددٍ من الكتائب والألوية؛ أشهرها لواء الإيمان الذي ينشط في ريفي حماة وإدلب. وقد اتّحدت فيما بعد مع عددٍ من الألوية الوازنة لتشكيل ما بات يُعرف اليوم بحركة أحرار الشام الإسلامية، كلواء الحق الناشط في ريف حمص وجماعة الطليعة الإسلامية الناشطة في ريف إدلب وحركة الفجر الإسلامية الناشطة في ريف إدلب وحلب.
كما قامت الحركة بالتراجع عن الاندماج مع الألوية السابقة، وتحويله إلى شكلٍ من أشكال الاتحاد وتوسيعه ليضمَّ تشكيلاتٍ عسكريّةً أخرى تمتاز بتواجدها في مناطقَ متفرقةٍ من سوريا لتشكلَ ما بات يُعرف بالجبهة الإسلامية السورية، والتي تُعدُّ اليوم أكبر تشكيلات المعارضة العسكرية في سوريا، حيث تشكلت الجبهة من اتحاد حركة أحرار الشام (كتائب أحرار الشام ولواء الحق وحركة الفجر و..) مع «كتائب أنصار الشام» (في اللاذقية وحولها)، و«جيش التوحيد» (في دير الزور)، و«كتيبة مصعب بن عمير» (في ريف حلب)، والجماعات «كتيبة صقور الإسلام»، و«كتائب الإيمان المقاتلة»، و«سرايا المهام الخاصة»، و«كتيبة حمزة بن عبد المطلب» التي تعمل في منطقة دمشق. ويبدو أن هذا التحالف جاء تمهيداً للمضي في طرح الأبعاد السياسية لمشروعها المجتمعيِّ المتكامل بعد وصول الملف السوري إلى مرحلة الحسم السياسي إقليميّاً ودوليّاً.
أنكرت كتائب أحرار الشام، في نشأتها، وجودَ مقاتلين أجانب في صفوفها، إلا أن التقاريرَ الميدانية أكدت وجود عددٍ محدودٍ منهم في صفوف الحركة، ويتضمّن موقعها اليوم على شبكة الإنترنت تبويباً خاصاً بالشهداء نشرت فيه صوراً لشهداءَ أجانب من الحركة. ولم تبدِ الحركة يوماً امتعاضاً من هؤلاء المقاتلين، ولكنها لم تعمل على التحوّل إلى بؤرةٍ لاستقطاب هؤلاء المقاتلين خوفاً من الضريبة الإعلاميّة والسياسية التي قد تلحق بالحركة إثر وجودهم.

## التمويل
تعتمد الحركة في تمويلها على ثلاثة مصادرَ أساسيةٍ هي: التمويل الذاتي والتمويل عبر الشبكات الجهادية العربية والعالمية والتمويل الإقليمي، كما اشتملت الإستراتيجية العسكريّة للحركة على مهاجمة القطع العسكرية الغنية واغتنام أسلحتها واستفادت من خبرات بعض أعضائها في إنتاج المتفجرات محليّة الصنع الرخيصة وكثفت استخدامها، إضافةً إلى تمكّنها من استثمار الموارد الحكومية واغتنام ثروات المرافق العامة الواقعة تحت سيطرتها، فعلى سبيل المثال وباعتبارها أكبر الفصائل المشاركة في عملية تحرير الرقة قامت الحركة بالسيطرة على مقرِّ البنك المركزي والذي يُشاع أنه كان يحتوي لحظة التحرير على ما يتراوح بين 4 و6 مليارات ليرة سورية.
كما تشكّل السيطرة على المعابر الحدودية مصدراً أساسياً من مصادر تمويلها، فالحركة تدير رسمياً اثنين من المعابر الحدودية مع تركيا، معبر باب الهوى في إدلب ومعبر تل أبيض في الرقة، وتفرض رسوماً على الدخول وتتقاسم مع دولة العراق والشام الأسلاميه جزءاً من رسوم الدخول في معبر تل أبيض بعد حصول صراعٍ بين التشكيلين على إدارة المعبرانتهى برضى دولة العراق والشام الأسلاميه بإدارة الحركة للمعبر مقابل حصولها على جزءٍ من المداخيل واشتراك بعض عناصرها في الإدارة، كما تسيطر الحركة على حصةٍ وازنةٍ من المعابر الحدودية في درعا دون الاستفادة المادية منها حالياً بسبب إيقاف الأردن لعمل هذه المعابر.
اعتمدت الحركة أيضاً على علاقات مؤسّسيها التي اكتسبوها خلال نشاطاتهم الدعوية والسلفية قبل الثورة، حيث تشير المصادرُ إلى أن حركة أحرار الشام قد حظيت بتمويل الهيئة الشعبية الكويتية التي يتزعمها الشيخ الكويتي حجاج العجمي  كما كان لها علاقاتٌ مهمة مع الشيخ حكيم المطيري. وكان لقطر وتركيا دورٌ كبيرٌ في تقديم الدعم العسكري النوعي للحركة، فقد حظيت، على سبيل المثال، بحصة الأسد في إحدى صفقات تمرير صواريخ الكونكورس وحشوات (بي - 10) كما تمَّ تكريسُ الجبهة الإسلامية السورية من قبل هذه الدول كقناةٍ لتمرير الحملات الإغاثية الضخمة ودعم العمل المدني، فقد حظيت بدعم «صندوق الإغاثة والمساعدات الإنسانية» وهي منظمة مجتمعٍ مدنيٍّ مرتبطةٌ بالحكومة التركية، و«جمعية قطر الخيرية»، وهي منظمة مجتمعٍ مدنيٍّ أخرى مرتبطة بالحكومة القطرية.
بدأت حركةُ أحرار الشام بالتمويل الذاتيِّ واعتمدت على التمويل الشبكي والحكومي لتوسيع نشاطاتها، ولكنها عملت بدأبٍ وجهدٍ من أجل العودة إلى مصدر التمويل الأول لتنتهيَ إلى مجموعةٍ وازنةٍ من مصادر التمويل الذاتي والتي تضمن لها استقلاليّةً نسبيةً قادرة على دعم مشروعها السياسي والمجتمعي وعلى تحويلها إلى قوةٍ قائمةٍ بحدِّ ذاتها، مما يجبر التمويل الحكومي والشبكي على رفدها للحصول على رضاها وعدم التحول إلى ضحيةٍ من ضحايا مكر التاريخ!

## الإستراتيجية العسكرية
امتازت أحرار الشام في بداية ظهورها بعملياتها النوعية الكبيرة، والتي تعتمد على زرع العبوات الناسفة على جوانب الطرق لاستهداف الإمداد العسكري وعرقلته  وقد تمكنت من تنفيذ هذه العمليات بسبب خبرة أعضائها في تصنيع العبوات الناسفة محلية الصنع والتي اكتسبوها خلال جهادهم في أفغانستان والعراق، كما قامت بعددٍ من العمليات «الاستشهادية» باستخدام السيارات المفخخة إلا أنها كانت تنفي رسمياً استخدامها «للاستشهاديين» مدعيةً أن السيارات كانت تُقاد عن بعدٍ أو أنها كانت تُقاد من قبل عناصر الشبيحة على الرغم من أن أنصارَ الحركة على شبكات التواصل الاجتماعي كان لهم كلامٌ آخر.
تمكنت أحرارُ الشام عبر احتوائها على نخبٍ عسكريّةٍ خبيرةٍ بصناعة المتفجّرات ومدفعيات الهاون والراجمات من تحقيق رصيدٍ عسكريٍّ مميّزٍ سرعان ما جذب المزيد من التمويل الشبكيّ والحكومي لتتمكّنَ من الحصول على كميّاتٍ جيدةٍ من القناصات ومضادّات الدروع، والتي مكنتها من اتباع تكتيك الحصار للحواجز والقطع العسكرية واجتياحها واغتنام أسلحتها، وقد امتازت الحركة بنشاطٍ لعله الأكبر على جبهات القتال، فلا يوجد عمليّةٌ عسكريّةٌ مهمة إلا وكانت الحركة أحد قادتها أو المشاركين فيها، وهو ما مكنها من اغتنام أسلحةٍ نوعيّةٍ من مخازن النظام والحركة اليوم تستعين في تنفيذ عملياتها بالدبابات والبيكا والشيلكا وصواريخ الغراد وفاغوت والهاون وصواريخ الكونكورس وحشوات الآر بي جي، بل وغنمت عدداً من طائرات الهيلوكابتر والطائرات الحربية والتدريبية القادرة على العمل.
اكتسبت الحركة رصيدها في البداية من خلال عمليات نسفِ الحواجز ومحاصرتها في ريف إدلب وريف حلب وريف حماة، وقد كانت أحد أكبر الفصائل المشاركة في تحرير ريف إدلب الذي تحوّل إلى معقل المعارضة الأشد شراسةً في لحظات ركود الثورة عسكرياً، وكذلك الأمر بالنسبة لريف حماة، وقد تمكنت بالتعاون مع حركة الفجر الإسلامية التي اندمجت معها لاحقاً من المساهمة الفعّآلة في تحرير ريف حلب وأصبحت أحد أهمِّ التشكيلات المسيطرة على حلب وريفها، كما استطاعت التغلغل في ريف اللاذقية كسلمى وجبل التركمان عبر كتائب أنصار الشام وكانت التشكيل الأكبر الذي قاد عملية تحرير ريف الرقة ومدن الطبقة وتل أبيض وغيرها قبل الدخول إلى الرقة وتحريرها، كما أدّت دوراً وازناً في تحرير بعض القطع العسكرية في درعا والاستيلاء على معابرها الحدوديّة وتمتاز بحضورٍ عسكريٍّ جيدٍ في ديرالزور وغوطة دمشق. وركزت على مهاجمة القطع العسكرية واغتنام أسلحتها وأدّت دوراً قياديّاً في معارك تحرير المطارات كمطار تفتناز وكويرس والجراح والضبعة والنيرب، وقد غنمت عدداً من طائراتهم التدريبية كما أدّت دوراً قيادياً في معارك تحرير سجن إدلب وسجن حلب وتحرير معسكر الشبيبة وحصار القطع العسكريّة المحيطة بمدينة إدلب وحصار الجزء الغربيّ من مدينة حلب، كما ساهمت في معارك المعابر التي افتتحتها جبهة النصرة والتشكيلات العشائريّة ضدَّ تشكيلات حزب العمال الكوردستاني المتحالف مع النظام في سيري كانيه وكوباني وغيرها من مناطق الشمال.
لا تشترط الحركة الكثير على العناصر الراغبةِ بالانتساب لها وتقوم بتأهيلهم في معسكراتٍ خاصةٍ قبل الالتحاق بالجبهات، وترى في كتائب الجيش الحر حليفاً وصديقاً، وكثيراً ما نشر نشطاؤها الإعلاميّون عمليات الكتائب باسم الجيش الحر، كما لم يعترضوا على محاولة قناة الجزيرة، التي تمتاز بعلاقاتٍ ممتازةٍ معهم، إدراجهم في إطار الجيش الحرِّ إعلاميّاً، وتحاول هذه المرونة مخاطبة أفراد هذه الكتائب وزعمائها المحليين لاستقطابهم ودمجهم في إطار الحركة، وتسعى الحركة عموماً إلى تأدية دور الوساطة في نزاعات الكتائب الأخرى، كما تحاول اللجوءَ إلى الحلول الديبلوماسية والاحتكام إلى الهيئات الشرعية في نزاعاتها مع الكتائب الأخرى على الرغم من غلبتها العسكريّة الظاهرة، فرغم قيام الدولة الإسلامية في العراق والشام (داعش) باغتيال أحد قيادات أحرار الشام في بنش وتملص داعش من كلِّ أشكال الاحتكام إلى الهيئة الشرعيّة أو إلى لجنةٍ شرعيّةٍ مشتركةٍ بين الفصيلين إلا أنها لم تقم بالردِّ العسكريّ على ذلك، واكتفت بإصدار بيانٍ يحاول النيلَ من داعش وتأليب الرأي الشعبي ضدّها.
تمتاز الحركة بعلاقاتٍ مميزةٍ مع جبهة النصرة على الصعيد العسكري، وأغلب عملياتها العسكريّة الكبرى جرت بالتنسيق مع الجبهة، ويرى أبو عبد الله الحموي أن «جبهة النصرة ككلِّ المكونات الموجودة، تعاملنا معها على أساس أن هناك هدفاً مرحلياً نسعى جميعاً لتحقيقه وهو إطاحة هذا النظام.. وعليه فقد قمنا بعمليّاتٍ عسكريّةٍ مشتركةٍ عديدةٍ ورأينا منهم صدقاً في العمل وثباتاً وبسالةً فلم يمنعنا ما جرى مثلاً من تصنيف أميركا من العمل.. معهم» ولكن الحركة تختلف سياسيّاً مع الجبهة فقد أصدرت بياناً، إثر انتقال الخلاف بين البغدادي والجولاني إلى الإعلام وإعلان البغدادي إقامة الدولة الإسلاميّة في العراق والشام ومبايعة الجولاني للظواهري، أكّدت فيه أن هذه الخطوة من شأنها «أقلمة الصراع» وابتعاداً عن أولوية إسقاط النظام التي «لا شيء بعد الإيمان أوجب منها ولا شيء يقدّم عليها» وأنها شكلٌ من أشكال «فساد الوضع» حيث إن «إعلان البغدادي لم يجمع المتفرّقين ولا ألّف بين المتنازعين» مع التأكيد على «أن قيام دولةٍ إسلاميّةٍ راشدةٍ تقيم العدل والقسط بين رعايانا هدفٌ نسعى إليه بوسائلَ مشروعةٍ، ونراعي في ذلك مقتضيات الوضع وحالة الأمة المغيبة عن دينها في هذا البلد طوال نصف قرنٍ من الزمان».
خاضت حركة أحرار الشام معركة ضخمة بتاريخ 29 أغسطس 2012 سميت باسم «معركة القادسية الثانية» استهدفت من خلالها مطار تفتناز العسكري للمروحيات حيث دمرت 10 مروحيات على أرض المطار و70% من مرافق المطار، كما تمكنت الحركة بمشاركة جبهة النصرة ولواء صقور الشام في شهر يناير 2013 من تحرير مطار تفتناز العسكري بشكل الكامل والسيطرة على ما يحويه من طائرات ومعدات وذخائر، كما شاركت بفعالية مع الجيش الحر ولواء صقور الشام في معركة خان السبل التي وقعت يوم 26 يونيو 2012 في بلدة خان السبل بريف إدلب كما قامت بتحرير السجن المركزي في إدلب ومطار الجراح العسكري وقاعدة الدويلية الجوية وكتيبة الدفاع الجوي في جبل الحص وقامت مؤخرا بتحرير محافظة الرقة شرق سوريا والسيطرة على مدينة الرقة وكافة المرافق الخدمية فيها وادارتها بالتعاون مع الاهالي وتخوض حاليا عدة معارك في جميع المحافظات السورية منها معارك القصير ضد حزب الله اللبناني والحرس الثوري الإيراني وتساهم في تحرير بلدة العتيبة وتخوض معركة السجن المركزي في حلب منطقة المسلمية ومعركة الفرقة 17 في الرقة بالإضافة إلى المعارك الدائرة في حماة.

## الهوية الأديولوجية
تعتمد حركةُ أحرار الشام الإسلامية السنيّة في فهم الصراع السوري، فالثورة السورية «ثورةٌ شعبية انطلقت من المساجد وهتفت بتوحيد الله وإسقاط الطغاة، ثم حملت السلاح ذوداً عن الدين ودفاعاً عن المستضعفين» وقد علمت الحركة أن «الأمر لن ينقضي بمسيرات احتجاجٍ أو اعتصاماتٍ في ميادين أو ساحاتٍ عامةٍ على أهمّيتها» لذلك قامت كتائب أحرار الشام «أولى الكتائب المنظَّمة وجوداً وهي كتائبُ ومجاميعُ مؤمنةٌ، علنيةُ الوجود، أطَر الإسلام عملها، مستقلّة، وليست امتداداً لأي تنظيمٍ أو حزب أو جماعة، تقاتل في سبيل الله تذود عن حياض الدين وتذُبُّ عن المستضعفين» في وجه «النظام الطائفيِّ المعتدي على الأمة ومقدراتها».
والحركة كغيرها من التشكيلات السلفية لا تلتزم بعلم الاستقلال وتستبدله برايةٍ بيضاءَ عليها رمز صقر واسم الحركة كما تلتزم «شريعة الله الغراء وإنزالها على واقع الكتائب وفق موازنة المصالح والمفاسد وضوابط السياسة الشرعية.» وتعمل «على إرساءِ نظامِ حُكْمٍ إسلاميٍّ عادلٍ راشدٍ بوسائلَ مشروعةٍ وبرؤيةٍ إستراتيجيةٍ» ولكنها تؤكد على ضرورة الأخذ «بعينِ الاعتبارِ واقعَ أهلِنا في سوريةَ بعد عُقودٍ من ممارساتِ نظامِ البعثِ ومحاولاتِهِ الدَّؤوبةِ لحرفِ مَنهجِ التَفكيرِ لدى العامَّةِ من أبناءِ شعبِنا»
ولكن الحركة تمتاز عن غيرها من التشكيلات السلفيّة بمحاولتها إسباغ مشروعها طابعاً مجتمعياً شاملاً، فهي «تسعى إلى بناء مجتمعٍ إسلاميٍّ حضاريٍّ في سوريا يحكم بشرع الله الذي ارتضاه» وتأكيداً على ذلك يرى أبو عبد الله الحموي، قائد حركة أحرار الشام وعقلها المدبر، أن «الجهاد من حيث كونه حالةً تتصف بالعنف والشدة، لن يورثَ الانتساب له تكريس الولاء وباقي جوانب الرحمة في نفوس الأخوة مهما بلغ الجهاد من علوِّ الشأن ورفعة المكان في الإسلام» وعليه فإنه يعتبر أن «حركة أحرار الشام حركةٌ إسلاميّةٌ مجاهدة لا حركة جهادية». وتحاول الحركة أن تتحوّل إلى منصّةٍ من منصّات عملية «إعداد القيادات العلمية في شتى مجالات الحياة» كما يمكن أن نلاحظ مفرداتٍ جديدةً على أدبيّات السلفية التقليدية ومستقاة من مفاهيمَ حديثةٍ، فلغة مواثيق الحركة لغةٌ مستمدّةٌ من قاموس الحداثة وموسومةٌ بصبغةٍ إسلاميّةٍ توفيقيّة، فما يحدث في سوريا ثورةٌ من أجل الحرية ذات طابعٍ إسلاميٍّ، وتحرص على الابتعاد عن مقولاتٍ كالخلافة الإسلامية وتستبدلها بمقولاتٍ كالحكم الإسلامي الراشد والدولة الإسلامية وتؤكد أن أحدَ أهدافها هو «إعادة بناء سوريا على أسسٍ سليمةٍ من العدل والاستقلال والتكافل، بما يتماشى مع مبادئ الإسلام» وكذلك تؤكد على أنها «تسلك في سبيل تحقيق أهدافها العمل المؤسّسي بما يحقق التكافل والتعايش بين مكوّنات المجتمع السوري» وتؤكد الحركة رفضها للطابع النخبويِّ الذي ميّز تشكيلات القاعدة وتؤكد على طابعها التفاعلي الشعبي «فلا جرم أن معركةَ إسقاط النظام تمرُّ عبر قناة الثورة الشعبية لا جهاد النخب مهما بلغت معايير الانتخاب والاصطفاء» لتبدو الحركة وكأنها أول من استوعب درس سقوط العقلية الطليعية الذي ظهّره الربيع العربي.
لا يقتصر اختلاف الحركة عن تنظيم القاعدة والتشكيلات السلفيّة التقليديّة على رفض النزعة النخبويّة والطابع التفاعليّ الشمولي لمشروعها وحداثة لغتها وإنما في تأكيدها في مختلف وثائقها على حرمة الدم «فالأصل في جهادنا ألا يقعَ أي ضررٍ على المدنيين، ووقوعه عندنا يدخل في دائرة الشبهات لكون الغاية الشريفة لا تبرر انتهاك حرمة الدم».
وعلى صعيد علاقتها بالأقليات الإثنية والدينية والطائفية، تدافع الحركة في مواثيقها عن وحدة سوريا وترفض أيَّ مشروعٍ تقسيميٍّ على أساسٍ دينيٍّ أو طائفيٍّ أو قوميٍّ وتؤكد على ضرورة «التعايش بين أبناء الوطن الواحد مهما اختلفت مشاربهم وعقائدهم ويترتب على ذلك حقوق وواجبات متبادلة وتجعل أصل حرمة الدماء والأموال والأعراض مشتركاً بين الجميع» ولكنها تسعى إلى تكريس شكلٍ من أشكال الذمية المواطنية والسياسية ف«لا مساس بشيء» مما سبق ذكره إلا وفق «أحكام الشريعة الإسلامية» وتؤكد رفضها للرؤية الفسيفسائيّة التي سادت في عهد البعث ف:«الدمج بين الأديان والطوائف أو الخلط فيما بينها أمرٌ مرفوضٌ شرعاً بل وفيه عدوانٌ على تلك الأديان والملل، وهو من الغشِّ الدينيّ والثقافيّ». وتبدي الحركة موقفاً متقدّماً على صعيد علاقتها مع الكورد حيث تؤكد على إيمانها ب «مظلومية الشعب الكردي لعقودٍ طويلةٍ بسبب السياسات الشوفينية القومية التي مارستها عصابات الحكم الجبري القمعي في سوريا» وأن «للكرد حقوقاً ثقافيّةً ولغويةً وسياسية» وأن «اللغة الكوردية لغةٌ أصيلةٌ في سوريا ومن حقِّ أبنائها أن يدرسوها ويتعلّموها».
تهتمُّ الحركة بصورتها على الإعلام، فللحركة مكتب إعلامي قويٌّ يسوق عملياتها على شبكات التواصل ومختلف قياديّيها نشطون على تويتر، كما تبتعد عن أساليب تنظيم القاعدة الإعلاميّة وتحاول تمويه عملياتها «الاستشهادية» وتتسامح مع وصفها كفصيلٍ من فصائل الجيش الحرِّ، وللحركة علاقاتٌ ممتازة مع شبكة الجزيرة الإعلاميّة ولم يتمَّ تسجيل انتهاكاتٍ من قبلها بحق الصحفيين بل وقامت بعملية تحرير خمسة من الإعلاميّين الأجانب التابعين لشبكة أن بي سي الأميركية كان قد اعتقلهم شبيحة النظام منهم الصحفي ريتشارد آنجل والصحفي غازي بلقز والمصور جون كويسترا.
المرجعيات النظريّة 
يشكل الخوض في المرجعيّات النظريّة للحركات السلفيّة السوريّة الراهنة واحداً من أبرز مغامرات العمل البحثيّ نظراً لتداخل هذه المرجعيّات وتباين أصولها التاريخيّة والجغرافيّة والاجتماعيّة والثقافيّة والسياسيّة. فلا يمكن الادعاء أن لهذه الحركات استمراريّةً تاريخيّةً في الواقع الوطني السوري، حيث لم يعرف التاريخ السوري الحديث وجوداً وازناً لهذا التيار، واقتصر على عددٍ من الظواهر النخبويّة كاجتهادات الشيخ محمد الألباني والمغامرات الجهادية كمغامرة الطليعة المقاتلة بقيادة مروان حديد في ستينيّات القرن الفائت. وتقتصر جهود المرجعيّات هذه الحركات على الشكل الدعوي والمناظرات الفقهية والمقاربات الإفتائية رافضةً إعادة إنتاج منطومةٍ كلاميّةٍ قادرةٍ على بناء شكلٍ عقلانيٍّ للعقيدة الإسلامية، فحتى اليوم لم يفرز الإسلاميّون السوريّون عموماً انتلجنسيا إسلامية حقيقية قادرةً على تسويق فكرها وتهذيب طروحاتها وإكسابها قوالبَ فكريّةً وإعلاميّة حديثة. بل ويمكن اعتبار محطة النفي وتجربة الجهاد العالميّ في أفغانستان والعراق وغيرها المحطات المؤسّسة لوعي نخب التيار السلفي السوري وخبراته.
قام النظام السوريُّ بتصفية كلِّ أشكال وجود الإسلام السياسيّ عبر مجزرة حماة وتدمر وجسر الشغور وغيرها، كما ساند الاتحاد السوفييتي سياسياً في غزوه أفغانستان، وساهم في عملية ثعلب الصحراء ضدَّ النظام العراقي الذي كان يخوض حرباً ضاريةً مع نظام الخميني «الرافضي» كما قام بالتلاعب بآلاف الجهاديّين الذين حاربوا القوات الأمريكية الغازية للعراق، وساهم فيما بعد بملاحقة النخب الإسلاميّة إثر إبرامه لصفقات التعاون الأمنيِّ في مجال مكافحة الإرهاب مع الحكومة الأمريكية وانخرط بفعاليّةٍ في المشروع الأقليمي لإيران، وقد شكل هذا السلوك السياسيّ للنظام سبباً كافياً لعداء السلفيين له ومحاربته عدا عن طبيعته المذهبيّة والتسلطيّة.
شكل السوريّون ما يقارب 15% من مجاهدي العراق وعرف المنفى حضوراً وازناً للنخب السلفيّة السورية، وقد قاموا باكتساب خبراتهم وتأهيلهم عبر جهادهم ودعمهم للتيارات الجهاديّة في أفغانستان والعراق، وتشكل أسماء كأبي مصعب السوري، الذي يعدُّ أحد أبرز منظّري وإعلاميّي تنظيم القاعدة، وأبو بصير الطرطوسي وغيرها خير مثالٍ لهذه النخب. وقد شكلت النخب السلفيّة السوريّة بطانةً وازنةً لطرح الشيخ الشهير عبد الله عزام، الذي كان أحد أبرز قياديّي ومنظري القاعدة، والذي اختلف مع ابن لادن والظواهري على إستراتيجيّات عمل التنظيم، حيث دافع عن ضرورة ابتعاد المجاهدين الأجانب عن التحكم بالمصائر السياسية للبلدان التي يحاربون فيها، ورأى أن محاربة النظام الصهيوني يجب أن تكونَ الهدف الرئيسي للقاعدة لا أمريكا والأنظمة العربية.
بعد انفجار الثورة السورية وتسلّحها، عاد عبد المنعم مصطفى حليمة، الملقب بأبي بصير الطرطوسي، من منفاه في بريطانيا إلى الأراضي السورية وأخذ ينشط في المجال النظري والدعوي لدعم الثورة السورية. ويشاع اليوم أنه أحد قياديّي حركة الفجر الإسلامية وأحد أبرز المقربين من لواء الحق اللذين يعملان في إطار حركة الشام الإسلامية، لذلك سأحاول دراسة أطروحاته على اعتباره مثالاً نموذجيّاً يمكن أن نلخص من خلاله طبيعة المرجعية النظرية للحركة.
تبدو تجربة الطليعة الإسلاميّة، التي بدأها مروان حديد في حماة مطلع الستينيّات وقاد شعلتها في الثمانينيّات عدنان عقلة تجربةً ملهمةً لأبي بصير الطرطوسي الذي يغلب الظن أنه كان أحدَ مقاتليها وأن أخاه عبد القادر كان أحد المفقودين فيها كما تبدو ملهمةً لحركة أحرار الشام والتي تحتوي في صفوفها على حركة الطليعة الإسلامية وكتيبة الشهيد عدنان عقلة، وتبدو الكلاسيكيات السلفيّة لابن تيمية وابن القيم الجوزي ومحمد بن عبد الوهاب حاضرةً في أدبيات أبي بصير والحركة ولا يرى الشيخ أبو بصير رادعاً في الاعتراف بأنه وهابي على الرغم من عدائه الشديد للنظام السعودي، ولا يكتفي بوصف النظام بالنصيري وإنما يزيد عليها، بهدى «شيخ الإسلام» ابن تيمية، صفة النظام القرمطي على الرغم من غياب أيِّ صلةٍ تاريخيّةٍ تجمع العلويّين النصيريّين بالقرامطة الإسماعيليين، هذا وتشكل كتيبة ابن تيمية إحدى أكبر كتائب حركة الفجر الإسلامية.
ويستند أبو بصير على مظلوميّةٍ إسلاميّةٍ يعزّزها أن  «الكل يسكت عندما يقصف الطاغية النصيري بشار الأسد المساجد» في حين «ستسمع الأسطوانة التي تتكلم من غير كللٍ ولا مللٍ ولا توقف عن حرية الأديان والاعتقاد، وحرية العبادة لو كان الاعتداء على الكنائس، أو معابد الوثنيين» وكذلك يكثر من ذكر القيمة الخاصة لأرض الشام التي تظهرها الأحاديث النبوية، ومنذ وقتٍ مبكرٍ من الثورة رأى أبو بصير أن «شعار» الموت لا المذلّة «قد انتهى مفعوله ودوره وزمانه، وقد آن أوان شعار» الجهاد ولا المذلة " " ويبدي عداءً شديداً للديموقراطية على اعتبارها صيغةً «يمكن استثمارها والاستفادة منها في تمرير كلِّ باطلٍ وشرٍّ وكذلك حاله تجاه العلمانيّة والأخوان المسلمين على حدٍّ سواء» ولكنه يرى أيضاً أن «تغييب وإهمال العمل بمبدأ الشورى فيما بين المسلمين (أهم) أسباب تفرّق الأمة في هذا العصر وضعفها» ويحاول انتهاج الوسطية تجاه مسألة التدخل الخارجي فيردُّ على رفض جبهة النصرة للتدخل الخارجي بالقول «فمسألة الاستعانة بكافرٍ على كافرٍ شره مغلظ ومباشر، لا يمكن دفعه إلا من خلال هذا النوع من المساعدة أو التعاون تحت عنصر الإكراه، والضرورات مسألة مشروعة، قابلة للنظر والبحث» ويرى أنه «لا ينبغي محاكاة الأسلوب الجهادي في أفغانستان أو العراق .. واستخدام الأدبيّاتِ والكلمات نفسها، فأفغانستان وكذلك العراق محتلتان من قبل القوات الأمريكيّة والغربية، وحلفائهم من دول العالم، بينما سوريا محتلةٌ من قبل قرامطة النظام النصيري الأسدي الفاشي، وحلفائهم من روافض مجوس إيران، وحزب اللات، ومن ثَمَّ لا يلزم كل ما يُقال في أفغانستان أو العراق أن يُقال في سوريا أو العكس» وتأتي هذه المقاربات في سياق سجالٍ حامٍ بينه وبين منظّري وبيانات جبهة النصرة التي لا يتردد في وصف عملياتها بالانتحارية وكذلك يرى أن «المبايعة لا تُعطى إلا للخليفة أو الحاكم العام الذي ترتضيه الأمة حاكماً عليها، أما أمراء الجماعات فهذه إمارةٌ استثنائيّةٌ خاصة .. طاعتها خاصة ومقيدة فيما تمَّ التعاقد عليه تنتهي بانتهاء ما تم التعاقد عليه فالإمارة العامّة هي للخليفة أو الحاكم العام للمسلمين، وليس لأحدٍ غيره!» ويؤكد على أن الإستراتيجيّة الأمثل هي جهاد الأمة حيث يراعي المجاهدون حاضنتهم الشعبية لا جهاد العصابة. ويظهر أبو بصير في تعليقاته على ميثاق الجبهة الإسلامية على يمين الجبهة حيث يؤكد على ضرورة نزع الطابع الوطنيّ للجبهة والتأكيد على أمميّة الإسلام ويدعو إلى التأكيد على اختلاف حقوق الرجل عن المرأة وإلى ضرورة التصريح بإقامة دولةٍ إسلاميّةٍ عادلة.
النشاط الأهلي والمدني
في بيانها التأسيسيِّ «هل أتاكم حديث الكتائب»  ، تذكر كتائب أحرار الشام أن هدفها يشتمل على «إسقاطِ هذهِ العصابةِ المجرمةِ وتقويضِ أركانِها، وتسعى لرِفعةِ الأُمَّةِ والأَخذِ بأيديْ أبنائِها لجادَّةِ الخيرِ والعملِ على إرساءِ نظامِ حُكْمٍ إسلاميٍّ عادلٍ راشدٍ بوسائلَ مشروعةٍ وبرؤيةٍ إستراتيجيّةٍ تأخذُ بعينِ الاعتبارِ واقعَ أهلِنا في سوريةَ بعدَ عُقودٍ من ممارساتِ نظامِ البعثِ ومحاولاتِهِ الدَّؤوبةِ لحرفِ مَنهَج التَّفكيرِ لدى العامَّةِ من أبناءِ شعبِنا.»، ويتضح مدى مرونة هذا الخطاب وابتعاده عن المفردات التي قد تستفز بعض الحساسيات المجتمعية، فلا يتمُّ الكلام عن خلافةٍ إسلاميّةٍ موعودةٍ وإنما عن «حكمٍ إسلاميٍّ راشد»، ولا يتم الكلام عن تنفيذٍ فوريّ لأحكام الشريعة وإنما عن نهجٍ تدرجيٍّ يراعي واقع السوريين بعد عقودٍ من محاولات النظام الأسدي محاربة المشاريع الإسلامية.
وينطبق هذا النهج التدرجيّ المرن على مجمل فعاليّات ونشاطات حركة أحرار الشام، ولاسيّما في طريقة معالجتها لواقع المجتمعات الأهلية، فعلى الصعيد الأمنيِّ والعسكريِّ والقضائيّ تسعى الحركة إلى بناء هويةٍ وسمعةٍ قائمتين على المرونة وحرمة الدم والاحتكام إلى الشريعة الإسلامية بعيداً عن المحسوبيات الأهليّة والعشائرية والحزبية، وتشكل الحركة إحدى أهمِّ مهندسي ما يسمّى بالهيئة الشرعية والتي تحاول أن ترسي مرجعيّةً قضائيّةً قائمة على الشريعة الإسلاميّة في المناطق المحرّرة، وقد شهدت الهيئات الشرعية مرحلةً أولى تخللها اختلاط الشريعة الإسلاميّة بالمحسوبيّات الجهوية والعشائرية والعسكرية وكان لحركة أحرار الشام وباقي الكتائب السلفية الوازنة الدورُ في تخليص الهيئة من تلك المحسوبيات واقتصارها على «حاكمية الشريعة» لتشكل في ذهن مواطن المناطق المحرّرة تجسيداً منطقياً لمقولة الدولة بوصفها «جوهراً أخلاقياً متعالياً» !
كما تسعى الحركة إلى ضبط عناصرها ومحاسبتهم وضبط نزعة استعراض السلاح لأفرادها وكافة النزعات السلطوية كما تقلل من نشر الحواجز التابعة لها .
وعلى الصعيد الإغاثي والإداري والتنموي، للحركة مكتبٌ إغاثيٌّ وتنمويٌّ فعال، حيث قامت بتشكيل عددٍ كبيرٍ من الجمعيات الخيرية التي تعمل على توزيع الحصص الإغاثية بطريقةٍ منظمةٍ ومؤسّساتية. كما ساهمت في حلِّ العديد من الأزمات الغذائية عبر تأهيل عددٍ من الأفران وتأمين الطحين لبعض المناطق المحرومة منه وتأهيل الطرق وحلِّ أزمات الموارد المائية كما تعمل على محاربة احتكار المحروقات عبر تنظيم دخولها من معابرها الحدودية بل وقد قامت بدفع الراوتب لقطاعاتٍ واسعةٍ من موظفي الرقة بعد إيقاف النظام لرواتبهم. ونظراً لسمعتها المميزة في هذا المجال استطاعت الحركة استقطابَ العديد من الجهود الإغاثيّة الدولية وتأدية دور قناة توزيع هذه المنح الإغاثية. كما قامت بالتوزيع المجاني لأدوية معمل تاميكو بعد تحريره على أهالي الغوطة الشرقية المحاصرة .
ولا تكتفي الحركة بالجهد الإغاثيِّ التقليدي وإنما تعمل على إكسابه بعداً تنموياً، فعند تحرير مواقع جديدة تحاول السيطرة على المرافق العامة وتأهيلها لتفعيل طاقاتٍ مجتمعيّةٍ في هذه الموارد بما يساهم في مكافحة البطالة والفقر وزيادة حظوتها في المجتمع الأهلي للمنطقة ويشير قدرة مكتبها الإعلامي والهندسي على قرصنة موقع الجيش الإلكتروني السوري إلى نجاحها في استقطاب شرائحَ نوعيّةٍ من الطاقات الشبابيّة والعلمية.
على الصعيد الثقافي والعقائدي، تعمل الحركة على تأهيل المدارس وتعديل مناهجها بشكلٍ مرنٍ يقتصر على زيادة مساحة المواد الدينية والدعوية وإزالة المواد البعثية دون المساس بباقي محتويات المناهج. كما تعمل على إنشاء الجمعيّات الدينيّة التربوية كجمعيّات تحفيظ القرآن وتقوم بنشر المطويات الدعوية والكراسات الدينية، وتسعى إلى المشاركة في فضاء الجامع دون محاولة الهيمنة على الجوامع أو الاصطدام مع المرجعيات الدينية التقليدية عبر استبدال شيوخ الجوامع وغيرها من الحركات التي تلجأ لها الفصائل الأكثر تطرّفاً كداعش والنصرة كما تمنع وضع شعارات الكتائب أو غيرها من الشعارات في فضاء الجامع منعاً باتاً .
لا يقتصر عمل حركة أحرار الشام الإسلامية على العمل العسكري، فالحركة لديها مكتب اغاثي ومكتب دعوي. حيث يقوم المكتب الاغاثي بتأمين الحاجات الاساسية للسكان في مناطق سيطرة الحركة كالخبز والمياه والدواء. ويقوم المكتب الدعوي باعطاء الدروس الدينية والقيام بدورات تحفيظ للقرآن وتوزيع الجوائز بنهاية الدورة.
وقد قامت الحركة مؤخراً باصلاح بعض وسائل النقل المعطلة نتيجة الاشتباكات في مدينة حلب وتقوم بتشغيلها لخدمة السكان باسعار رمزية.
الانتهاكات الحقوقية

يشكل احتكام حركة أحرار الشام للشريعة الإسلاميّة واعتمادها كمرجعيّةٍ وحيدةٍ للهيئات الشرعية التي تقوم بتأسيسها أو المشاركة فيها مصدراً من مصادر الانتهاكات التي تقوم بها حركة أحرار الشام، وخلاف هذا الشكل من الانتهاكات، المشروعة والشرعية بنظر أحرار الشام، لا يمكن أن نلاحظ وجود انتهاكاتٍ وازنة، بل وتتبنّى طروحاتٍ متقدّمةً على غيرها من القوى السلفية فهي تعتبر أن «للمرأة حقوقَ الرجل وعليها واجباته والعلاقة بينهما تكاملية» وتبدو الحركة أكثر فصائل المعارضة انضباطاً سواء في التعامل مع المجتمعات الأهليّة أو في التعامل مع أسرى الحرب وفق ما يؤكده العديد من الناشطين ، بل وتمتاز الحركة بدرجةٍ معقولةٍ من تفعيل مبدأ الرقابة والمحاسبة لأفرادها بشكلٍ علنيٍّ عبر إصدار البيانات التي توضح التجاوزات والعقاب، فقد قامت الحركة بفصل إحدى مجموعاتها بسبب اعتدائهم على متظاهرين ضدَّ الحركة في الرقة، حيث قاموا بإطلاق الرصاص الحي ودعس أحد المتظاهرين كما قامت بإصدار بيانٍ توضّح فيه براءتها من مجزرة قرية المدمومة في ريف إدلب وقامت بفصل مجموعةٍ أخرى من الحركة بسبب قيامهم بالاشتباك مع عناصر تابعين لفصائلَ أخرى لأسبابٍ جهويّةٍ وشخصيّة في وادي بردى.
هذا وقد كانت حركة أحرار الشام الحركةَ الإسلامية الوحيدة التي أصدرت تعليقاً على تقرير منظمة هيومن رايتس ووتش الذي يتهمها بالإضافة لفصائل أخرى بالصمت على قيام عناصرها بإعدام مدنيّين ينحدرون من الطائفة العلوية في معركة الساحل، ولكننا لا يمكن أن نغفل دلالة قيام المكتب السياسي بإصدار هذا البيان، في حين تصدر باقي البيانات دون ذكر المكتب الذي أصدرها. وتحاول الحركة، عموماً، الحفاظ على علاقاتٍ جيدةٍ مع المؤسّسات الحقوقيّة الدولية وتؤكد في مواثيقها أنها ستحترم حقوق الإنسان بما يتوافق مع مبادئ الشريعة الإسلامية.
كتائب أحرار الشام إحدى الفصائل العسكرية التي نشأت إبان الثورة السورية والتي رفعت راية الجهاد وقاتلت جنبا إلى جنب مع الجيش الحر ضد الجيش العربي السوري.

أكدت كتائب أحرار الشام في بياناتها أنها كتائب مستقلة لا تتبع لأي تنظيم آخر من التنظيمات العاملة داخل سوريا وخارجها وتقاتل جنباً إلى جنب مع التنظيمات المسلحة الأخرى في سوريا كالجيش الحر ولواء صقور الشام وغيرها. وقد دخلت كتائب أحرار الشام في تحالف مع قوى ثورية أخرى في سوريا تحت اسم جبهة ثوار سوريا وفيما بعد وبعد انحلال جبهة ثوار سوريا أعلنت كتائب أحرار الشام مع كتائب إسلامية أخرى تشكيلها الجبهة الإسلامية السورية.

بتاريخ 31 يناير/كانون الثاني أعلنت كتائب أحرار الشام اندماجها مع تشكيلات إسلامية ضمن الجبهة الإسلامية السورية وهي حركة الفجر الإسلامية وجماعة الطليعة الإسلامية وكتائب الإيمان المقاتلة تحت اسم حركة أحرار الشام الإسلامية ضمن الجبهة ذاتها.

تتوزع الكتائب على مختلف أنحاء سورية لكن قوتها الضاربة تتمركز في محافظة إدلب حيث برزت قوتها في مواجهة جيش النظام في عدة مواقع ك طعوم تفتناز وجبل الزاوية وسراقب وأريحا وكذلك بنش وغيرها من قرى إدلب، وتشتمل على عدد كبير من الألوية والكتائب ومن أنشطها لواء التمكين شمال إدلب الذي يعتبر نواة تشكيل كتائب أحرار الشام وحركة أحرار الشام الإسلامية ولواء الإيمان في حماة، ومن الكتائب كتيبة أجناد الشام في طعوم وكتيبة أحفاد علي في تفتناز والكتيبة الخضراء في ادلب وما حولها وكتيبة عباد الرحمن في أريحا وكتيبة سارية الجبل في جبل الزاوية وكتيبة صلاح الدين في حماة وكتيبة الشيماء في معردبسي وكتيبة التوحيد والإيمان في معرة النعمان وكتيبة الفرقان وفي سراقب.

تعتمد حركة أحرار الشام في عملياتها وتسليحها على الغنائم التي تكسبها من اقتحام الحواجز واستهداف الأرتال المارة بمحافظة إدلب، وتعتمد في تمويلها على التبرعات الآتية من الخليج وخصوصا من الكويت على قلتها وشحها. 

خاضت حركة أحرار الشام معركة ضخمة بتاريخ 29 أغسطس 2012 سميت باسم «معركة القادسية الثانية» استهدفت من خلالها مطار تفتناز العسكري للمروحيات حيث دمرت 10 مروحيات على أرض المطار و70% من مرافق المطار، كما تمكنت الحركة بمشاركة جبهة النصرة ولواء صقور الشام في شهر يناير 2013 من تحرير مطار تفتناز العسكري بشكل الكامل والسيطرة على ما يحويه من طائرات ومعدات وذخائر، كما شاركت بفعالية مع الجيش الحر ولواء صقور الشام في معركة خان السبل التي وقعت يوم 26 يونيو 2012 في بلدة خان السبل بريف إدلب كما قامت بتحرير السجن المركزي في إدلب ومطار الجراح العسكري وقاعدة الدويلية الجوية وكتيبة الدفاع الجوي في جبل الحص وقامت مؤخرا بتحرير محافظة الرقة شرق سوريا والسيطرة على مدينة الرقة وكافة المرافق الخدمية فيها وادارتها بالتعاون مع الاهالي وتخوض حاليا عدة معارك في جميع المحافظات السورية منها معارك القصير ضد حزب الله اللبناني والحرس الثوري الإيراني وتساهم في تحرير بلدة العتيبة وتخوض معركة السجن المركزي في حلب منطقة المسلمية ومعركة الفرقة 17 في الرقة بالإضافة إلى المعارك الدائرة في حماة.
لا يقتصر عمل حركة أحرار الشام الإسلامية على العمل العسكري، فالحركة لديها مكتب اغاثي ومكتب دعوي. حيث يقوم المكتب الاغاثي بتأمين الحاجات الاساسية للسكان في مناطق سيطرة الحركة كالخبز والمياه والدواء. ويقوم المكتب الدعوي باعطاء الدروس الدينية والقيام بدورات تحفيظ للقرآن وتوزيع الجوائز بنهاية الدورة.
وقد قامت الحركة مؤخراً باصلاح بعض وسائل النقل المعطلة نتيجة الاشتباكات في مدينة حلب وتقوم بتشغيلها لخدمة السكان باسعار رمزية.
قُتل يوم 9 سبتمبر 2014 قائد الحركة حسان عبود (الملقب بأبي عبد الله الحموي) مع أكثر من 45 قياديا آخرين في انفجار غامض استهدف اجتماعًا لمجلس شورى الحركة في بلدة رام حمدان بريف إدلب شمالي سوريا، وكان الاجتماع منعقدا في نفق سري ومحصن تحت الأرض. ومن بين القتلى القائد العسكري للحركة أبو طلحة، وعضو مجلس شورى الحركة وأمير حلب سابقًا أبو يزن الشامي، والمسؤول الشرعي للحركة أبو عبد الملك، وقادة كتائب آخرون في الحركة.

## فصائل منضوية
الفصائل التي انضمت إلى حركة أحرار الشام، أثر الهجوم العسكري الذي قامت به جبهة فتح الشام ضد المشاركين في محادثات أستانة للسلام في سوريا
- ألوية صقور الشام
- جيش المجاهدين
- جيش الإسلام - قطاع الشمال
- تجمع فاستقم كما أمرت
- كتائب ثوار الشام
- كتائب مجاهدي بن تيمية
- لواء المقداد بن عمرو
- الجبهة الشامية
- لواء عمر
- لواء البتار
- لواء أحرار الجنوب
- كتيبة شهداء الجبل
- كتيبة أسود السنة
- كتيبة بيارق الجبل
- كتيبة الناصر صلاح الدين
- كتيبة المعتصم بالله
- كتيبة الولاء والبراء
- كتائب الفاروق

## وصلات خارجية
- بحث : السلفية الريفية الصعدة في سوريا، حركة أحرار الشام الإسلامية نموذجاً، مركز دراسات الجمهورية الديموقراطية
- حساب قائد حركة أحرار الشام الإسلامية في تويتر
- حساب قائد كتائب أحرار الشام في تويتر